# Уласы (Гомельская область)
Уласы (бел. Уласы) — упразднённая деревня в Хойникском районе Гомельской области Беларуси. В составе Стреличевского сельсовета. Граничила с урочищем Тужир.
В связи с радиационным загрязнением после катастрофы на Чернобыльской АЭС жители (69 семей) переселены в чистые места.

## География

### Расположение
В 62 км на юг районного центра Хойники, 32 км от железнодорожной станции Посудово (ветке Василевичи — Хойники от линии Гомель — Калинковичи), в 148 км от Гомеля.

### Гидрография
На юге мелиоративные каналы.

## Транспортная сеть
Транспортные связи по просёлочной, затем автомобильной дороге Довляды — Хойники. Планировка состоит из 2 прямолинейных, параллельных между собой улиц, ориентированных с юго-востока на северо-запад. Застройка односторонняя, деревянная, усадебного типа.

## История
Село Уласы упомянуто 26 июня 1600 г. в составе имения, унаследованного сыном Николаем от пана-отца Щастного Харлинского. В дореформенный период принадлежало тем же владельцам, что и Хойники с Остроглядами, после Харлинских — панам Николаю Абрамовичу, Максимилиану Брозовскому, князьям Шуйским, панам Прозорам. В 1698 и 1716 г. деревня Уласы названа среди принадлежавших князю Доминику Шуйскому, в 1721 г. хутором Уласы владел его сын князь Николай. С начала 1780-х гг. во владении семейства Прозоров.
До 1793 г. — в Киевском воеводстве Королевства Польского, с этого года — в Речицком уезде Черниговского наместничества, с 1797 г. Минской губернии Российской империи.
В пореформенный период — селение в Дерновичской волости Речицкого уезда Минской губернии. В 1879 году Уласы обозначен в числе деревень Борщевского церковного прихода. Согласно переписи 1897 года действовал хлебозапасный магазин.
С 8 декабря 1926 года до 30 декабря 1927 года центр Уласовского сельсовета Комаринского района Речицкого с 9 июня 1927 года Гомельского округов.
В 1930 году организован колхоз имени М. И. Калинина, работала шерсточесальня. Во время Великой Отечественной войны оккупанты 22 мая 1943 года полностью сожгли деревню и расстреляли 141 жителя (похоронены в могиле жертв фашизма в центре деревни). На следующий день каратели расстреляли ещё 16 жителей (похоронены в могиле жертв фашизма на восточной окраине). 70 жителей погибли на фронте. Согласно переписи 1959 года входила в состав колхоза «Новая жизнь» (центр — деревня Радин). Размещались начальная школа, клуб, библиотека, фельдшерско-акушерский пункт, швейная и сапожная мастерские, магазин.

## Население

### Численность
- 2004 год — жителей нет.

### Динамика
- 1850 год — 20 дворов, 130 жителей.
- 1897 год — 43 жителя, 158 жителей (согласно переписи).
- 1908 год — 55 дворов, 396 жителей.
- 1940 год — 120 дворов, 432 жителя.
- 1959 год — 267 жителей (согласно переписи).
- 2004 год — жителей нет.

## Достопримечательность
- Могила жертвам фашизма. Расположена на востоке деревни. Похоронены 16 мирных жителей, погибших от немецко-фашистских захватчиков 23.05.1943. В 1957 году на могиле установлен обелиск.
- Могила жертвам фашизма. Расположена в центре деревни. Похоронено 154 жителя деревни, погибших от немецко-фашистских захватчиков 22.05.1943 . В 1975 году на могиле установлен обелиск.
- Памятник землякам. Расположен в центре деревни. В память о 72 жителях деревни, которые погибли в Великой Отечественной войне. В 1970 году установлен памятник — скульптура солдата и партизанки.